# Rybka

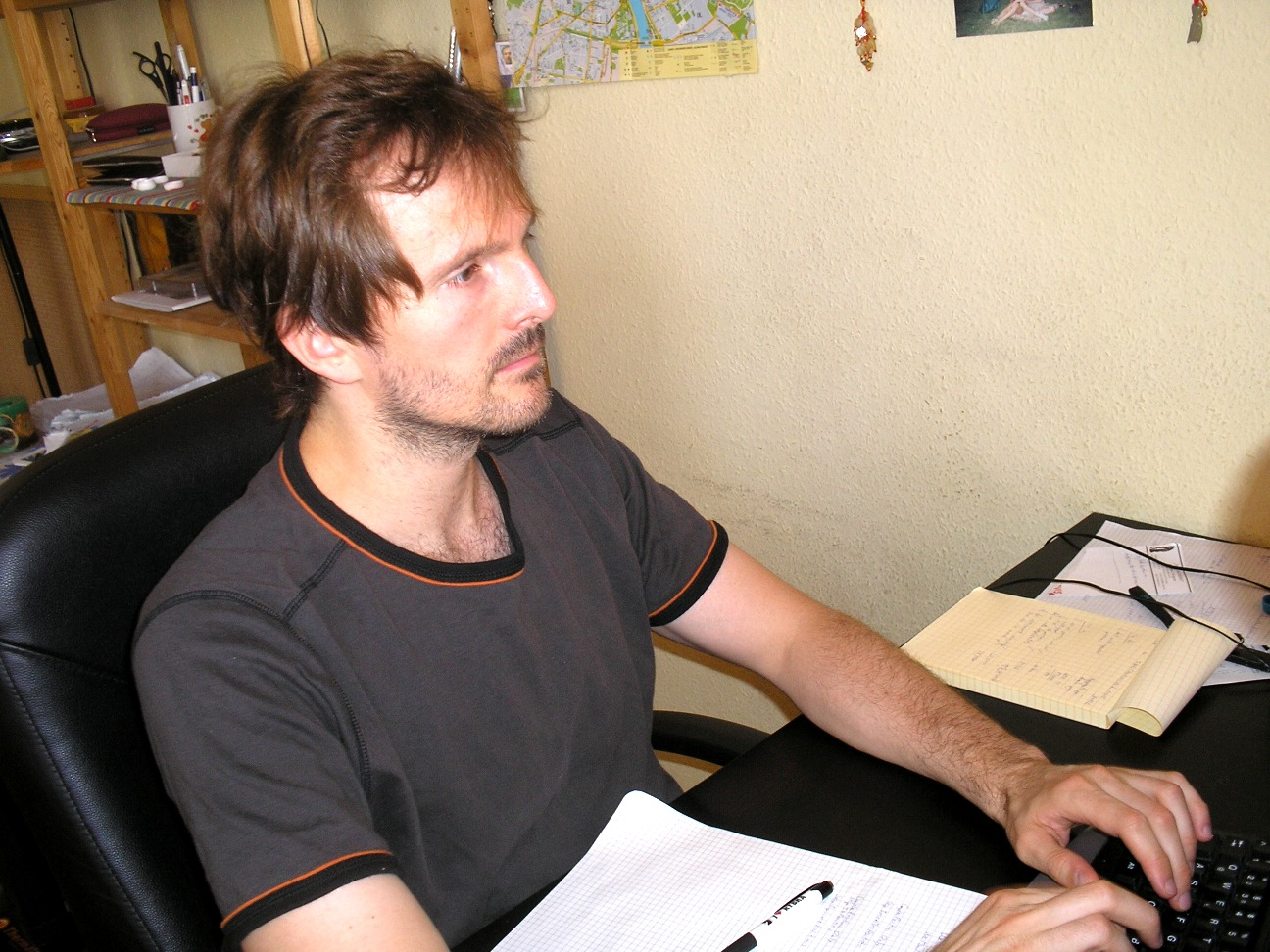
Vasik Rajlich, autor programu Rybka

Rybka je 32bitový a 64bitový šachový počítačový program vyvinutý Čechoameričanem a šachovým mezinárodním mistrem Vasikem Rajlichem. Do týmu vývojářů patřila také ženská velmistryně a Rajlichova manželka Iweta, rozená Radziewicz a velmistrLarry Kaufman. Knihovnu zahájení vyvíjel Jeroen Noomen. Na sklonku roku 2006 autor s tímto programem vyhrál 16. mezinárodní mistrovství šachových programů v Německu, později ale byla diskvalifikována. 
Název programu pochází z češtiny, zdůvodnění pojmenování ale Rajlich odmítá prozradit.[zdroj?]
K Rybce je volitelně dodáváno rozhraní Aquarium, ale je možné použít i jiná grafická prostředí, například Arenu nebo ChessBase (rozhraní Fritz či rozhraní Shredder) či Tarrasch GUI. Program je komerční a je distribuován buď na webové stránce autora nebo přes ruskou firmu Convekta.
Betaverze Rybka 1.0  se v prosinci 2005 postarala o velký rozruch, protože hrála šachy lépe než všechny tehdejší komerční programy.[zdroj?] V březnu 2006 byla zveřejněna komerční verze 1.2. Od verze 2.0 (červen 2006) program podporuje více-procesorové počítače. Roku 2006 se program dostal do čela všech nejdůležitějších žebříčků počítačového šachu (CCRL, CEGT, CSS, SCCT a SSDF)[zdroj?] a je považován za nejsilnější šachový program světa.[zdroj?] Rybka vyhrála řadu turnajů proti ostatním programům, například 26. otevřené mistrovství Nizozemí v počítačovém šachu v listopadu 2006 ziskem devíti bodů z devíti možných anebo 16. mezinárodní mistrovství šachových programů (IPCCC) o měsíc později ziskem 6,5 ze 7 možných.[zdroj?] V březnu 2007 s Rybkou prohrál velmistr Jaan Ehlvest poměrem 5,5-2,5 handicapový zápas, ve kterém měl v každé partii černé, ale počítač měl vždy o jednoho pěšce méně, přičemž pěšec mu byl odebírán pokaždé z jiného sloupce.
Někteří programátoři vyslovili podezření, že Vasik Rajlich použil v Rybce kusy kódu programu Fruit. Rajlich toto podezření odmítal. Podle něj se nejedná o klasický klon Fruitu, neboť rozdíly mezi oběma programy jsou obrovské.
V srpnu 2008 byla vydána nejnovější verze 3. Zároveň byla uvolněna verze 2.2n2 ke stažení zdarma včetně knihovny. V dubnu 2011 byla uvedena verze Rybka 4.1 
V červnu 2011 dospěla Mezinárodní asociace počítačových her IGCA k závěru, že program Rybka obsahuje části kódu okopírované z programů Crafty a Fruit, a rozhodla z tohoto důvodu o jeho diskvalifikaci ze všech proběhlých mistrovství světa, odebrání trofejí a zákazu další účasti.  Vývoj programu byl následně ukončen.